# Raimbaut de Vaqueiras
Raimbaut de Vaqueiras o Raimbaut de Vaqueyras (activo desde aproximadamente 1180 y fallecido el 4 de septiembre de 1207) fue un trovador provenzal y, más tarde, caballero. Su vida giró principalmente en torno a la corte en Italia hasta 1203, cuando se incorporó a la Cuarta Cruzada.

## Biografía
Como su nombre indica, procedía de Vacqueyras, Vaucluse; cerca de Orange, Francia. Pasó la mayor parte de su carrera como poeta en la corte y fue amigo de Bonifacio de Montferrato. Sirvió con él en la lucha contra los municipios de Asti y Alessandria. Raimbaut alegó obtener la categoría de caballero gracias a la protección de Bonifacio con su escudo en la batalla de Mesina, cuando tomó parte con el emperador Enrique VI en la invasión de Sicilia. Estuvo presente en la toma de Constantinopla en 1204 y, a continuación, acompañó a Bonifacio a Tesalónica. 
Sus escritos, en particular la denominada Carta Épica, forman un importante comentario sobre la política del Imperio Latino en sus primeros años. 
Generalmente se supone que Raimbaut falleció el 4 de septiembre de 1207, junto con Bonifacio, en una emboscada de los búlgaros.
Ha sobrevivido únicamente una edición de las obras atribuidas a Raimbaut compuesta de 33 canciones y ocho melodías asociadas. Utilizó una amplia gama de estilos. Una de sus canciones, Kalenda maya, dedicada a las fiestas del 1 de mayo, es considerada una de las mejores melodías de trovadores.

## Vaqueiras en la ficción
En 1922, Vaqueiras fue objeto de un verso de teatro por Nino Berrini, Rambaldo di Vaqueiras: I Monferrato, procedente en Cyrano de Bergerac, de Edmond Rostand. 